# SS-Ehrenring
SS-Ehrenring (‘anell d'onor de les SS’), anomenat no oficialment Totenkopfring (és a dir ‘anell de cap de mort’), era un premi de les milícies dels Schutzstaffel (SS) de Heinrich Himmler. No era una condecoració estatal, sinó d'un obsequi personal atorgat per Himmler. Es va convertir en un premi molt sol·licitat, que no es podia comprar ni vendre. L'⁣Espasa d'Honor de les SS i la Daga d'Honor de les SS foren també guardons similars.

## Premi
L'anell es va entregar inicialment als oficials superiors de la Vella Guàrdia (dels quals eren menys de 5.000). Cada anell tenia el nom del destinatari, la data del premi i la signatura de Himmler gravada a l'interior. L'anell venia amb una carta estàndard de Himmler i una citació. S'havia de portar només a la mà esquerra, al dit anular. Si un membre de les SS era acomiadat o retirat del servei, havia de retornar el seu anell.

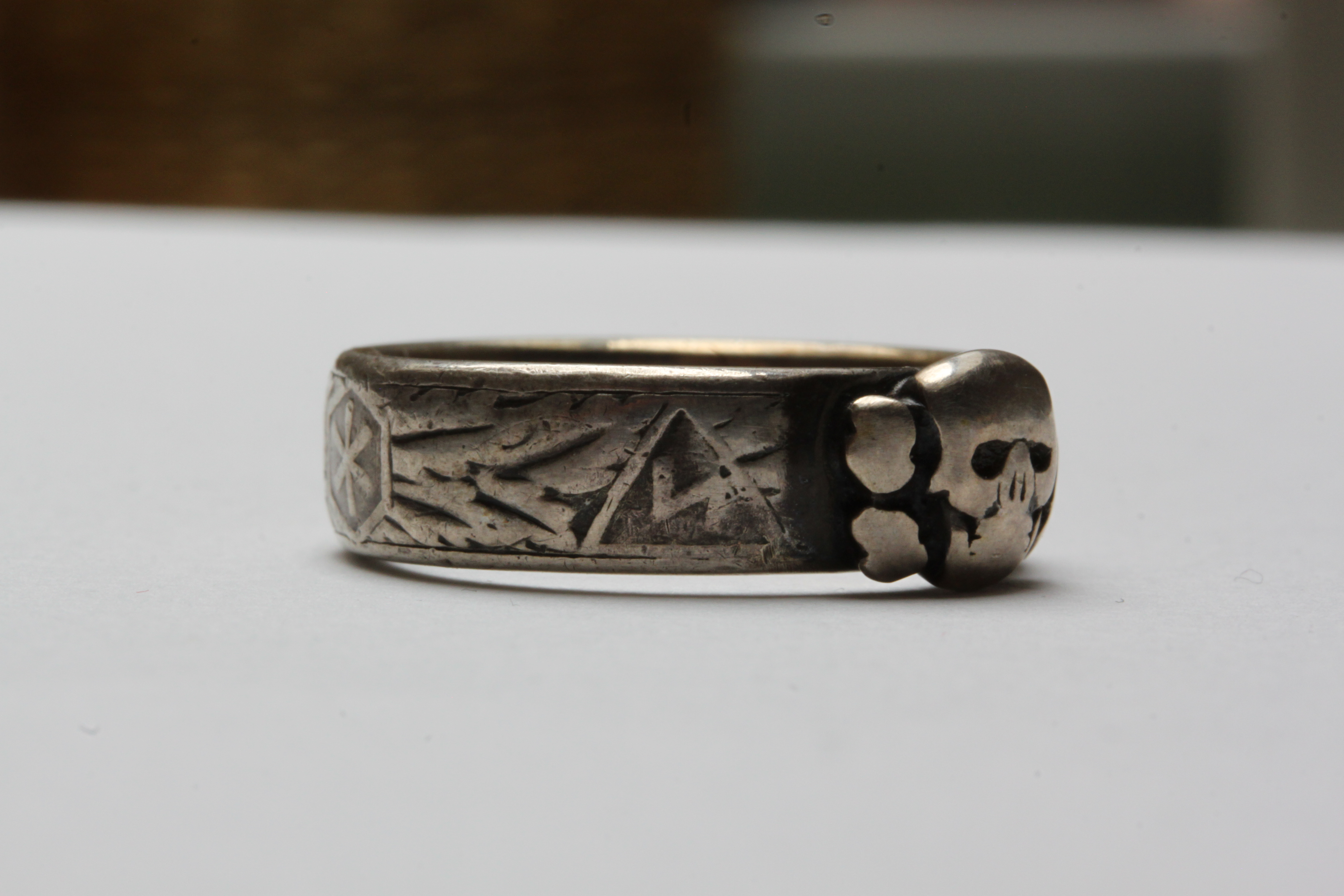
SS-Totenkopfring 1933

A la carta s'incloïa el nom del destinatari i la data de lliurament. També, segons Himmler, l'anell era un «recordatori en tot moment d'estar disposats a arriscar la vida de nosaltres mateixos per la vida del conjunt».
Alguns membres de les SS i de la policia van fer que joiers locals en fessin còpie no oficials. El 1938, Himmler va ordenar que tots els anells d'homes i oficials de les SS morts fossin emmagatzemats en un cofre al castell de Wewelsburg. Aquest havia de ser un monument per simbolitzar la pertinença continuada del difunt a l'ordre de les SS. L'octubre de 1944, Himmler va aturar la fabricació i l'atorgament de l'anell. Himmler va ordenar que tots els anells restants, aproximadament 11.500, fossin segellats a l'interior d'un turó prop de Wewelsburg. El gener de 1945, el 64% dels 14.500 anells havien estat retornats a Himmler després de la mort dels titulars. A més, el 10% s'havia perdut al camp de batalla i el 26% va ser conservat pel titular o es desconeixia el seu parador.

## Disseny

Disseny de l'anell SS-Ehrenring

El simbolisme de l'anell reflectia l'interès de Himmler pel misticisme germànic i inclou el símbol Totenkopf i les runes Armanen. L'anell va ser dissenyat per Karl Maria Wiligut, un ocultista austríac i brigadeführer, la joieria de la família Otto i Karolina Gahr de Múnic els va fabricar. Hi havia dos models, el definit als anys 30 i el dels anys 40. Els models d'anells que dataven dels anys 30 eren més prims mentre que els posteriors es van engrossir i el disseny de la calavera va canviar. Els anells estaven fets amb un 90% de plata fosa en dues meitats amb el nom del destinatari a dins, la data de presentació i un facsímil de la signatura de Himmler, més les abreviatures S Lb. per "Seinem Lieben" o "Per la seva estima".

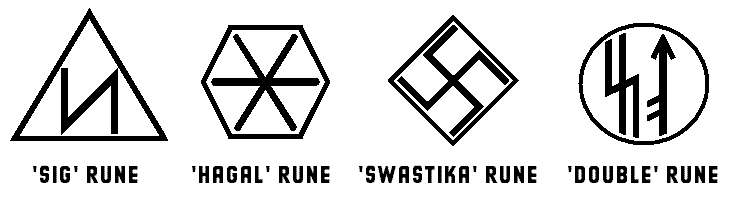
Runes que apareixen a l'anell

- Una de les runes és la Sig, la qual apareix a dreta i esquerra de la calavera emmarcada per un triangle representa el poder del sol i l'energia de conquesta.
- Una altra runa que apareix és la Hagal (emmarcada per un hexàgon) que representa la fe i la camaraderia que van ser idealitzades pels líders de l'organització. El significat esotèric de la runa Hagal era, segons Guido von List: "... tanca l'univers en tu i tu controles l'univers".
- Una esvàstica (dempeus al vèrtex) emmarcada per un quadrat. A les SS els agradava l'esvàstica com un altre símbol influent del poder de la raça ària.
- Les runes dobles a la part posterior de l'anell emmarcades per un cercle havien de ser Heilszeichen (literalment: signes de salvació) del passat. Van ser una creació dels dissenyadors de les SS més que runes històriques. Són la variació de Willigut de la runa "gibor" més una runa d'enllaç per a "o" i "t". La runa lligada va ser dissenyada per Wiligut i representaria "Gott" la paraula alemanya per a Déu.[3]

L'anell està rodejat per fulles de roure.